# Tetraulax minor
Tetraulax minor là một loài bọ cánh cứng trong họ Cerambycidae.